# ブヤン (ウラナラ氏)
ブヤン（満洲語：ᠪᡠᠶᠠᠨ, 転写：Buyan, 漢文：布顏）は、ウラナラ氏、フルン (扈倫) 国主のナチブルの昆孫。
ハダ建国に乗じてウラ･ホトン (烏拉城) 拡張と城砦の増設を進め、ウラ･グルン (烏拉国) を樹立して初代国主に即位した。
在位中は国内の政務を整え、対外的には従兄弟のワン(萬、王台) が統治するハダ･グルンに従属した。
| ウラナラ氏 | ウラナラ氏 | |
| --- | ---------- | --- |
| 仮名 | ブヤン     | |
| 満文 | ᠪᡠᠶᠠᠨ      | |
| 転写 | Buyan      | |
| 漢語(繁) | 布顏       | |
| 拼音 | Bùyán      | |
| \| 父 \| ： \| タイラン(太蘭) \| \| 子 \| ： \| ブガン(布干) ブルヒ(布爾喜)？ ブサンタイ(布三泰)？ ブジュン(布準)？ ウサンタイ(呉三泰)？ ボクド？ ヒンニヤ(興尼雅)？ \| |            | |
| 父 | ：         | タイラン(太蘭) |
| 子 | ：         | ブガン(布干) ブルヒ(布爾喜)？ ブサンタイ(布三泰)？ ブジュン(布準)？ ウサンタイ(呉三泰)？ ボクド？ ヒンニヤ(興尼雅)？ |

## 略歴
ナチブルが樹立したフルン･グルンは、モンゴルによる侵攻や内部紛争などに由り、諸部間の連盟が父のタイランの代までに崩壊していた。
ブヤンは精力的にフルン諸部の統治を図り、フルン･グルンの再興を期してウラ･ホンニ･ホトン (烏拉洪尼城) (後、ウラ･ホトンに改称) の拡張を進めた。既存の城砦を基礎に強化された「内羅城」と、南・北・東の三面に新造され外周6,000mに達した「外羅城」(外城) で城廓を強化し、更に城西のウラ･ビラ (ウラ河) を自然の水堀に利用したことで、ウラ･ホトンの守備力は強固なものとなった。ウラ･ホトンは版築によって造られている。土の突き固めにはブヤン自身も加わり、後世「挖河背土筑古城」(河を挖り土を背ひて筑きし古城) と呼ばれたウラ･ホトンが「東方第一大城」と評されるに為の基礎を築いた。
時まさにハダが興隆し、萬 (王台) の勢力は隆盛を極めて諸部を悉く従属させていた。ブヤンは遂に国号としてのフルンを廃し、1561年にウラ･グルンを樹立した。当時のウラは僅かに周辺の城塞数箇所を支配下に収めるに過ぎず、首都であるウラ･ホトンから10里（5,760ｍ) 隔てた伯父タイアン(太安)のフルハ(富爾哈)城 (現吉林省吉林市) を前衛基地とし、都城の北部30里に位置するサルダ(薩爾達)城は大伯父クサン・サング(庫桑桑古)の子孫が鎮守していた。この外にイハン･アリン城、シラン(西蘭)城、グワントゥン(官通)城、ハダ(哈達)城、オモ(鄂漠)城、ゴド(郭多)城、スンジャタイ(遜札泰)城などを新たに建造、或いは遼、金の旧城を修築して再建し、各城には基本的にウラナラ氏の者を駐箚させた。ブヤンは、内政的には農耕、漁撈、狩猟、交易などにおける改革を実施する一方で、外事的には、実力で敵わない萬のハダ･グルンに従属して女真諸部の盟主たる地位を擁護した。明朝との交易もハダを通して行われ、その他の部衛事務には干渉しない方針を採った。

## ブヤンの子孫
維基百科「布顏 (烏拉國主)」には子孫の考察に就いて特に典拠の明示がない為、詳細不明ながら、ここではひとまづブガンを長子、ブルヒ(布爾喜)を次子として扱い、『八旗滿洲氏族通譜』に従って第五子までは順番に記載する。ボクド、ヒンニヤ(興尼雅)、フダンガ(富党阿)の三人に就いては上記参照。
- 長子ブガン：第二代ウラ国主。[8]
  - 孫→「ブガン」参照。
- 次子ブルヒ(burhi, 布爾喜)[9]
  - 孫不詳
    - 曾孫父不詳・羅薩losa (及びその実兄弟) の子孫 →「ロサ」
    - 曾孫マンドゥブル(manduburu, 満都布禄)：正藍旗。ブルヒの孫 (父未詳)。ウラ地方に代々定住し、建国初期に帰順して城守尉を務めた。[10]
      - 玄孫マルガン(margan, 馬爾漢)：マンドゥブルの子。チャハル部ブルニ (布爾尼) 征討に従軍し、敵兵を破って勲功を揚げ、雲騎尉を授与された。[10]
        - 来孫ガルタイ(gartai, 噶爾泰)：マルガンの子。雲騎尉を承襲。[10]
          - 昆孫ホーシャン(hoošan, 浩善)：マンドゥブルの曾孫 (ガルタイの子？)。現・防禦。[11]
            - 礽孫ハイラスン(hailasun, 海拉遜)：マンドゥブルの玄孫 (ホーシャンの子？)。現・理事同知。[11]
            - 礽孫フルドゥン(fuldun, 福爾敦)：マンドゥブルの玄孫 (ホーシャンの子？)。現・ビトヘシ。[11]

- 三子・ブサンタイ(布三泰) →「チャンジュ」
- 四子ブジュン(bujun, 布準)[12]
  - 孫カルカマ(karkama, 喀爾喀瑪)：ブジュンの長子。正黄旗包衣。[13]ウラ地方に代々定住し、天聡年間に帰順した。[14]
    - 曾孫ジュンノイ(jungnoi, 鍾内)：カルカマの子。元・頭等侍衛。[13]
      - 玄孫フォボー(foboo, 仏保)：カルカマの孫 (鍾内の子？)。元・七品官。[13]
      - 玄孫ハムスギャ(hamsgiya, 哈穆思嘉)：カルカマの孫 (鍾内の子？)。元・七品官。[13]
      - 玄孫ヘイセ(heise, 赫色)：カルカマの孫 (鍾内の子？)。元・護軍校。[13]
        - 来孫イレンチンirencin, 伊楞親)：カルカマの曾孫 (父未詳)。元・繕房総領。[13]
        - 来孫チャンリン(cangling, 常齢)：カルカマの曾孫 (父未詳)。現・護軍校。[13]
          - 昆孫エルダセ(eldase, 二達色)：カルカマの玄孫 (父未詳)。現・員外郎兼佐領。[13]
          - 昆孫ウェイボー(weiboo, 魏保)：カルカマの玄孫 (父未詳)。現・挙人。[13]

  - 孫チェチェン(cecen, 轍臣)：カルカマの実弟（兄弟の何番目か不明）。[15]
    - 曾孫アミンガ(amingga, 阿明阿)：チェチェンの子。元・佐領。[15]
    - 曾孫ベルヘトゥ(belhetu, 博爾赫図)：チェチェンの子。郎中に任命され、工程を監修し、評議により騎都尉を授与された。[15]
    - 曾孫ウヌチュン(unucun, 呉努春)の実兄 (名未詳)。
      - アラミ(alami, 阿拉密)：ウヌチュンの実兄の子。騎都尉を承襲。元・二等侍衛。[15]

    - 曾孫・ウヌチュン(unucun, 呉努春)：ベルヘトゥ(博爾赫図)の実弟。騎都尉を承襲。[15]
      - アビトゥ(abitu, 阿必図)：チェチェンの孫 (父未詳)。元・員外郎。[15]
      - グワムボー(guwamboo, 関保)：チェチェンの孫 (父未詳)。元・頭等侍衛。[15]
      - チャンスボー(cangsuboo, 常蘇保)：チェチェンの孫 (父未詳)。元・七品官。[15]
      - ニャンセ(niyanse, 年色)：チェチェンの孫 (父未詳)。元・員外郎兼佐領。[15]
      - サオダセ(saodase, 騷達色)：チェチェンの孫 (父未詳)。元・驍騎校。[15]
        - シトゥ(situ, 錫図)：チェチェンの曾孫 (父未詳)。元・二等侍衛。[15]
        - サハムトゥ(sahamtu, 薩哈爾図)：チェチェンの曾孫（父未詳）。元・司庫。[15]
        - サンゲ(sangage, 桑格)：チェチェンの曾孫 (父未詳)。現・暢春苑総領[15]
        - ファグイ(fagui, 法貴)：チェチェンの曾孫 (父未詳)。現・ビトヘシ。[15]
          - リュゲ(lioge, 六格)：チェチェンの玄孫 (父未詳)。元・郎中兼佐領。[15]
          - ボーチェン(booceng, 保成)：チェチェンの玄孫 (父未詳)。元・主事。[15]

  - 孫マンギャン・タイチ(manggiyan taici, 莽鑑台斉)：鑲白旗、元・鑲黄旗（転属）。ブジュンの三子。ウラ地方に代々定住し、建国初期に帰順した。[12]
    - 曾孫マンギャン・タイチの子 (名未詳)。
      - 玄孫スダ(suda, 蘇達)：マンギャン・タイチの孫 (父未詳)。元・護軍校。[12]
      - 玄孫ムダン(mudan, 穆丹)：マンギャン・タイチの孫 (父未詳)。元・戸部尚書。[12]
      - 玄孫サルパ(sarpa, 薩爾珀)：マンギャン・タイチの孫 (父未詳)。元・驍騎校。[12]
- 五子ウサンタイ(usantai, 呉三泰)[16]
  - 孫：ウサンタイの子 (名未詳)。
    - 曾孫・モルホン(morhon, 謨爾渾)：正白旗。ウサンタイの孫。ウラ地方に代々定住し、建国初期に帰順して、三等侍衛を務めた。[16]
      - 玄孫ウゲ(uge, 五格)：モルホンの子。元・ビトヘシ。[16]
        - 来孫チンボー(cingboo, 清保)：モルホンの孫。元・都統。[16]
        - 来孫シルゲ(sirge, 錫爾格)：モルホンの孫。元・郎中。[16]
        - 来孫シハナ(sihana, 錫哈納)：モルホンの孫。元・護軍校。[16]
          - 昆孫アハンタイ(ahantai, 阿漢泰)：モルホンの曾孫 (父未詳)。現・主事。[16]
          - 昆孫ウユチ(uyuci, 武玉斉)：モルホンの曾孫 (父未詳)。現・ビトヘシ。[16]
          - 昆孫アルンガ(arungga, 阿隆阿)：モルホンの曾孫 (父未詳)。現・ビトヘシ。[16]

### ボクド
維基百科「布顏 (烏拉國主)」ではボクドをブヤンの六子として挙げているが、『八旗滿洲氏族通譜』にはブガン、ブルヒ(布爾喜)、ブサンタイ(布三泰)、ブジュン(布準)、ウサンタイ(呉三泰)の五名のみ記載がみられる。また、『清史稿』巻223、『東華錄』巻1、『欽定盛京通志』巻31に拠ると、ブヤンの子は長子のブガンと次子ボクドの2名だけとされ、他4名に就いては却って記載が見当たらない。

### ヒンニヤ(興尼雅)
『清實錄-滿洲實錄』巻2には満泰の叔父として「興尼雅」なる人物が登場するが (原文：滿泰叔父興尼雅貝勒)、この人物に就いて上に挙げた４点いづれにも記載はない。中国語版ではマンタイの族叔父 (曾祖は固森桑古魯) としているが、『八旗滿洲氏族通譜』にその記載は見当たらない。

### フダンガ(富党阿)
『八旗滿洲氏族通譜』にはマンドゥブル(満都布禄)の大伯父として「フダンガ(富党阿}」なる人物が登場する。マンドゥブルはブヤンの次子の孫であり、その大伯父 (祖父の兄) はつまりブヤンの次子の兄、つまりブヤンの長子ということになる。維基百科「布顏 (烏拉國主)」に拠れば長子はブガンであるが、ブガンをブヤンの子であるとする史料はみられても、長子であると断言する史料はみつからない (中国語版に典拠なし) 。ヒンニヤ(興尼雅)と同様に「族大伯父」なのか、ブガンと同一人物なのかまでは不明。
- 子フダンガ(fudangga, 富党阿)：マンドゥブル(満都布禄)の大伯父。[23]
  - 孫：フダンガの子 (名未詳)。
    - 曾孫：フダンガの孫 (名未詳)。
      - 玄孫：フダンガの曾孫 (名未詳)。
        - 来孫フシブ(hūsibu, 胡什布)：フダンガの玄孫。委署章京に任命され、江西征討に従軍し、南康県 (現江西省贛州市南康区) において顔子明 (提督) らの兵30,000余を撃砕した。続けて雲南征討に向い、何継祖 (将軍) らの兵を黄草壩で撃砕し (三藩の乱)、功績により雲騎尉を授与された。[23]
          - 昆孫サムタイ(samtai, 薩穆泰)：フシブの子。雲騎尉を承襲。歩軍校を務めた。[23]
          - 昆孫ヒフェ(hife, 希仏)：フダンガの来孫 (父未詳)。元・驍騎校。[23]
          - 昆孫ムキナ(mukina, 穆奇納)：フダンガの来孫 (父未詳)。現・防禦。[23]
            - 礽孫ヘイダセ(heidase, 黒達色)：フダンガの昆孫 (父未詳)。現・中書。[23]
            - 礽孫ヤルナ(yarna, 雅爾納)：フダンガの昆孫 (父未詳)。現・前鋒校。[23]

## 脚註
1. ↑  佚名 & 中华书局编 1986, p. 22
2. ↑  カタカナ表記は『烏拉街探訪』（後藤智子）p.75「3. 烏拉古城」「……ウラの始祖はナチブルで、第8代ブヤンの時に……」に随った。
3. ↑  赵, 东升; 宋, 占荣 (1992) (中国語). 乌拉国简史. 中共永吉县委史办公室. p. 16
4. ↑  中国語版には「烏拉洪尼勒城」とあるが、『八旗滿洲氏族通譜』『清史稿』『清實錄』に遵い「勒」は消した。
5. ↑   八旗滿洲氏族通譜. 未詳. "太蘭卒子布顔繼盡服烏喇諸部築城於烏喇河岸洪尼地方自稱為貝勒"
6. ↑   清史稿. 未詳. "布顏收附近諸部，築城洪尼，濱烏喇河，因號烏喇，為貝勒。"
7. ↑  “諸部世系”. 大清歷朝實錄-滿洲實錄. 1. 未詳. "太蘭生布顏盡收烏拉諸部率眾於烏拉河洪尼處築城稱王布顏卒其子布干繼之布干卒其子滿泰繼之"
8. 1 2 3 4 5 6 7  赵, 东升; 宋, 占荣 (1992) (中国語). 乌拉国简史. 中共永吉县委史办公室. pp. 21-22
9. ↑  “羅薩”. 八旗滿洲氏族通譜. 未詳. "鑲紅旗人布顔次子布爾喜之孫也世居烏喇地方國初来歸授騎都尉編佐領使統之從征錦州陣亡優贈爲三等輕車都尉其子瑚錫布襲職任佐領卒其親弟瑪爾泰襲職定鼎燕京時入山海關撃敗流賊馬步兵二十萬衆叙功授爲二等輕車都尉三遇恩詔加至三等男緣事削去本身所得之職其親弟瑪爾岱承襲三等輕車都尉因病告退其子瑪郎藹襲職任佐領卒其孫福蘭泰襲職任佐領卒其子福明額襲職現任佐領……"
10. 1 2 3  “滿都布祿”. 八旗滿洲氏族通譜. 未詳. "正藍旗人布顏次子布爾喜之孫也世居烏喇地方國初来歸任城守尉其子馬爾漢從征察哈爾布爾尼奮勇擊賊有功授雲騎尉卒其子噶爾泰襲職……"
11. 1 2 3  “滿都布祿”. 八旗滿洲氏族通譜. 未詳. "……又滿都布祿之曾孫浩善現任防禦元孫海拉遜現任理事同知福爾敦現任筆帖式……"
12. 1 2 3 4 5  “莽鑑台齊”. 八旗滿洲氏族通譜. 未詳. "鑲白旗人布顏第四子布準第三子也世居烏喇地方國初來歸其孫蘇達原任護軍校穆丹原任戶部尚書薩爾珀原任驍騎校由鑲黃旗改隸"
13. 1 2 3 4 5 6 7 8 9  “正黄旗包衣喀爾喀瑪”. 八旗滿洲氏族通譜. 未詳. "布顏第四子布準之長子也其子鍾内原任頭等侍衞孫佛保哈穆思嘉俱原任七品官赫色原任護軍校曾孫伊楞親原任繕房總領常齡現任護軍校元孫二達色現任員外郎兼佐領魏保現係舉人……"
14. ↑   八旗滿洲氏族通譜. 未詳. "以上俱世居烏喇地方係天聰時來歸之人"
15. 1 2 3 4 5 6 7 8 9 10 11 12 13 14 15 16  “正黄旗包衣喀爾喀瑪”. 八旗滿洲氏族通譜. 未詳. "……又喀爾喀瑪親弟轍臣之子阿明阿原任佐領博爾赫圖由郎中監修工程議敘授騎都尉卒其親弟吳努春襲職卒其親兄之子阿拉密襲職任二等侍衞轍臣之孫阿必圖原任員外郎關保原任頭等侍衞常蘇保原任七品官年色原任員外郎兼佐領騷達色原任驍騎校曾孫錫圖原任二等侍衞薩哈爾圖原任司庫桑格現任暢春苑總領法貴現任筆帖式元孫六格原任郎中兼佐領保成原任主事……"
16. 1 2 3 4 5 6 7 8 9  “謨爾渾”. 八旗滿洲氏族通譜. 未詳. "正白旗人布顏第五子吳三泰之孫也世居烏喇地方國初來歸任三等侍衞其子五格原任筆帖式孫清保原任都統錫爾格原任郎中錫哈納原任護軍校曾孫阿漢泰現任主事武玉齊阿隆阿俱現任筆帖式"
17. ↑   清史稿. 未詳. "布顏子二：布干、博克多。布顏死，布干嗣為部長。布干子二：滿泰、布佔泰。布干死，滿泰嗣為部長。"
18. ↑  蔣, 良騏 (乾隆年間 エラー: 日付が正しく記入されていません。). “天命四年” (中国語). 東華錄. 1. 未詳. "布顏……，生子二：長布干、次博克多。布顏卒，子布干立，卒，子滿太立，至滿太弟布占泰，癸醜年滅。"
19. ↑  “太祖髙皇帝癸丑年征烏拉部撫降之” (中国語). 欽定盛京通志. 31. 未詳. "布延……生二子長布罕次博克多布延卒子布罕繼之布罕卒子滿泰繼之"
20. ↑  “先陣中所擒布占泰恩養四載至是七月”. 大清歷朝實錄-滿洲實錄. 2. 未詳. "先陣中所擒布占泰恩養四載至是七月太祖欲放歸令圖爾坤煌占博爾坤斐揚古二人護送未至其國時布占泰兄滿泰父子二人往所屬蘇斡延錫蘭處修邊鑿壕父子淫其村內二婦其夫夜入将滿泰父子殺之及布占泰至日滿泰叔父興尼雅貝勒謀殺布占泰欲奪其位其護送二大臣保守門戶甚嚴不能加害於是興尼雅投葉赫而去布占泰遂繼兄位為烏拉國主護送二人辭回十二月布占泰感太祖二次再生恩猶父子将妹滹奈送太祖弟舒爾哈齊貝勒為妻即日設宴成配"
21. ↑   乌拉国简史. 中共永吉县委史办公室. pp. 22,140
22. ↑  “正黄旗包衣喀爾喀瑪”. 八旗滿洲氏族通譜. 未詳. "……又喀爾喀瑪伯曾祖台費喀之元孫索爾和原任郎中南泰原任委署參領巴仆原任鳴贊四世孫吳什巴原任司庫六世孫寧古齊現任筆帖式台費喀親伯固森桑古魯之四世孫明愛原任司胙官五世孫額特布原任備箭首領兼藍翎侍衞六世孫三格納延保俱現任驍騎校七世孫文明慶徳俱現任筆帖式……"
23. 1 2 3 4 5 6 7  “滿都布祿”. 八旗滿洲氏族通譜. 未詳. "……又滿都布祿伯祖富黨阿之元孫胡什布由委署章京從征江西於南康縣擊敗賊偽提督顔子明等兵三萬餘衆續征雲南擊敗賊偽將何繼祖等兵於黃草壩叙功授雲騎尉卒其子薩穆泰襲職任步軍校富黨阿之四世孫希佛原任驍騎校穆奇納現任防禦五世孫黑達色現任中書雅爾納現任前鋒校"